# Jerry Robinson
Jerry Robinson, all'anagrafe Sherrill David Robinson (Trenton, 1º gennaio 1922 – New York, 7 dicembre 2011), è stato un fumettista statunitense.
Fu il primo allievo di Bob Kane ad unirsi a lui durante gli inizi della sua carriera e, soprattutto, all'inizio della grande epopea di Batman. Dallo stile molto simile a quello del maestro, ha disegnato molte delle avventure del personaggio, soprattutto durante il periodo in cui Kane si dedicava soprattutto alle strisce pubblicate sui quotidiani.

## Biografia
Jerry Robinson, secondo la leggenda, conobbe Kane all'età di 17 anni, quando lavorava ad un chiosco di gelati. Kane notò il disegno che portava sul suo giubbotto di pelle e, volendone conoscere l'autore, chiese lumi al ragazzo, che rispose di averlo fatto egli stesso. Colpito dal talento del giovanotto, Kane lo prese nel suo studio, coinvolgendolo con crescente passione nel progetto Batman. Robinson, infatti, sognava di diventare giornalista, ma proprio grazie alla passione di Kane decise di dedicarsi al fumetto.
Il suo stile, come detto, discendeva direttamente da quello di Kane, del quale completava molto spesso le storie, ma ben presto venne preferito a quello del maestro, impegnatissimo nella realizzazione di altri prodotti. La sua prima storia come disegnatore unico è Fratelli su Batman n.5, per poi diventare ben presto anche l'autore preferito delle copertine. Inoltre è accertato il suo contributo, pur minimo, nella creazione di Robin, ma soprattutto in quella del Joker. In un'intervista alla rivista Comic Interview, infatti, Robinson ricorda come per il primo numero di Batman servissero quattro storie inedite. Del soggetto di una di queste si occupò proprio Robinson, che pensando ad un criminale al tempo stesso malvagio e sarcastico, nonché dotato di un certo senso dell'humor, pensò immediatamente al Joker, il jolly del poker: nasce, così, un personaggio simile nell'aspetto al protagonista del film muto L'uomo che ride, la cui visione da parte di Kane contribuì sicuramente al perfezionamento del folle criminale.
Alla sua scuola si formò l'illustratore di origine indiana Ananda Sunya.

### Gli altri personaggi
Oltre a Batman, Robinson si occupò anche di numerosi altri eroi dell'epoca. Tra il 1942 ed il 1943 disegnò le avventure de Il Calabrone Verde per la Harvey Comics, Atoman per la Spark (1944), e, insieme a Mort Meskin, Fighting Yank e Black Terror tra il 1946 ed il 1949. Sempre con Meskin lavorò su altri personaggi National, disegnando le avventure di Vigilante e Johnny Quick tra il 1946 ed il 1949. Collaborò con la Western tra il 1957 ed il 1963 disegnando le avventure di Lassie, Bat Masterson, Rocky & Bullwinkle, Nancy Parker, a cui si aggiungono i lavori per la Price tra il 1946 ed il 1949 e quelli per la Timely dal 1950 al 1955.
Lavorò anche sulle daily strip insieme a Jet Scott per un giornale di fantascienza (1955).

### Attività nel campo della cultura
È stato anche scrittore, principalmente di saggi, come The Comics (in quest'ambito la sua attività si accosta a quella di Eisner, per l'obiettivo di dare al fumetto quel riconoscimento culturale che gli spetta), ha curato un corso di giornalismo grafico alla School of Visual Arts ed alla New School of Social Research. Dal 1967 al 1969 è stato anche presidente della National Cartoonist Society, nonché membro e presidente del Cartoonist and Writers Syndicate.
Nel 2003 ha fondato il Bill Finger Award, premio dedicato agli sceneggiatori di fumetti, in onore del suo eponimo collega.

## Opere
- La storia editoriale di Batman (3ª parte) di Andrea Materia, su Batman n.10 (ed.Play Press)
- Jerry Robinson: il primo rincalzo di Alessandro Bottero, su Batman n.38 (ed. Play Press)